# 楊千嬅獲獎與提名列表
下表列出楊千嬅歷年獲得的榮譽和獎項。

## 音樂獎項

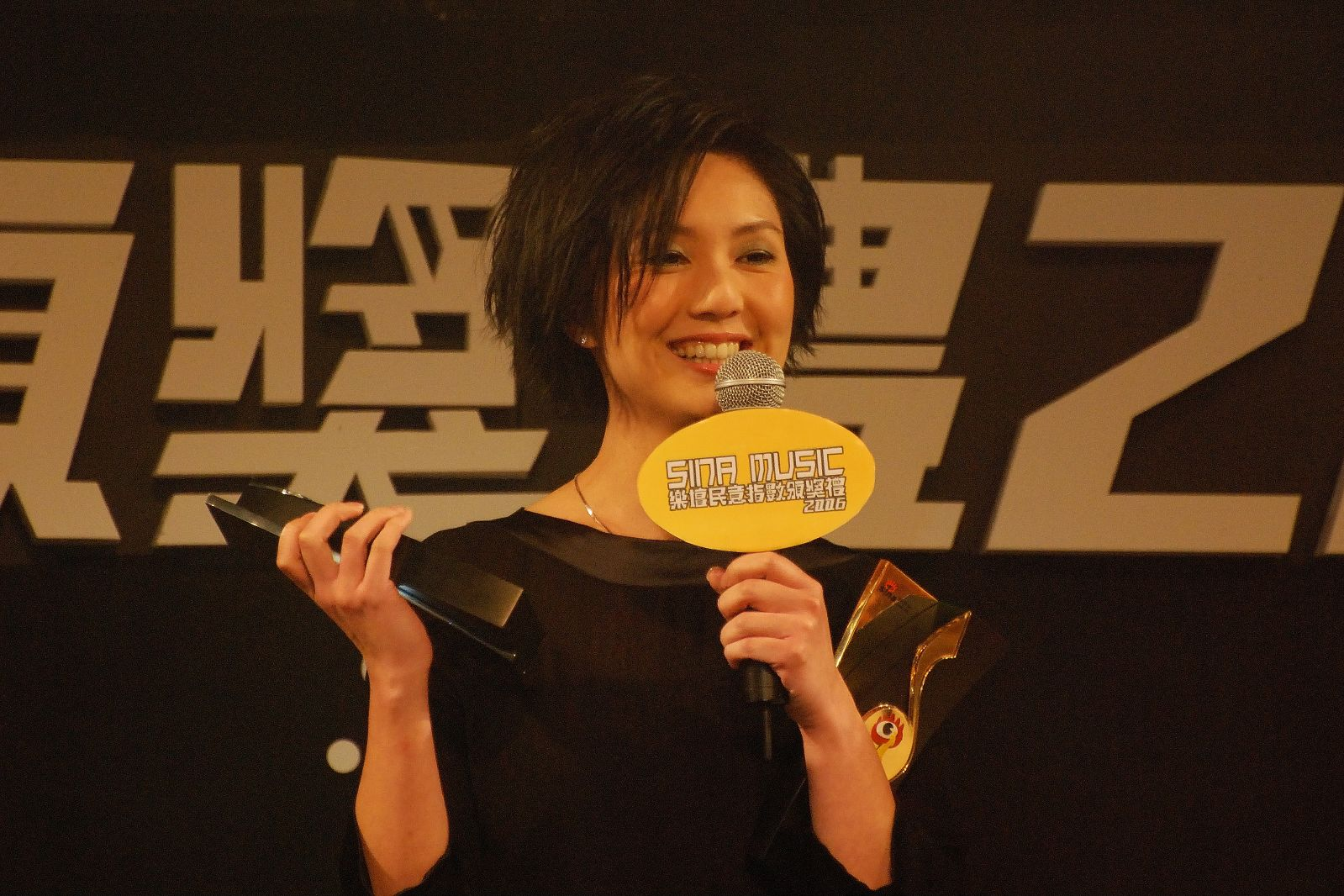
楊千嬅

### 香港主要電子傳媒的樂壇頒獎禮重要獎項
（粗體為於女歌手中獲獎次數最多）
- 《四台聯頒音樂大獎》(無線電視、商業電台、新城電台、香港電台)（2010年起停辦）：
- 大碟大獎(1張：2004年 電光幻影) <2004年至今於女歌手中獲獎次數最多>
- 大碟大獎（連監製）(1次：2004年 電光幻影) <2004年至今於女歌手中獲獎次數最多>
- 歌曲大獎(2首：2000年 少女的祈禱；2004年 小城大事) <2004年至今於女歌手中獲獎次數最多>
- 女歌手大嬴家（2次：2000年 (1個獎項)、2004年 (男女歌手大嬴家唯一一位歌手3個獎項))

1. 唯一一位於同年兼奪「四台聯頒音樂大獎──歌曲大獎」、「四台聯頒音樂大獎──大碟大獎」及「四台聯頒音樂大獎──大碟大獎（連監製）」的歌手（1次： 2004年）
- 《十大勁歌金曲頒獎典禮》(無線電視) (2011年起缺席)：
- 最受歡迎女歌星(3次：2002年、2008年、2009年)
- 亞太區最受歡迎女歌星(1次：2010年)
- 金曲金獎(2首：2000年 少女的祈禱；2004年 小城大事) <2004-2012年於女歌手中獲獎次數最多>
- 十大勁歌金曲（11首：1999年抬起我的頭來；2000年少女的祈禱；2001年姊妹；2002年楊千嬅；2003年可惜我是水瓶座；2004年小城大事；2005年烈女；2007年化；2008年撈月亮的人；2009年原來過得很快樂；2010年斗零踭）<2010年於女歌手中獲獎次數最多>
- 女歌手大嬴家（1次：2002年 (2個獎項))

1. 唯一一位於1990年代、2000年代、2010年代榮獲「十大勁歌金曲」的女歌手

2. 唯一一位於同一年度(2000年度)兼奪《十大勁歌金曲頒獎典禮》「金曲金獎」(得獎歌曲為《少女的祈禱》)及《兒歌金曲頒獎典禮》「兒歌金曲金獎」(得獎歌曲為《個個都有寶》)的女歌手。

3. 唯一一位兼奪《十大勁歌金曲頒獎典禮》「最受歡迎女歌星」(2002、 2008-2009年度)及《兒歌金曲頒獎典禮》「最受歡迎兒歌女歌手」(2000年度)的女歌手。

4. 「2009年度HKRIA版權風波」發生前的最後一位「最受歡迎女歌星」
-《叱吒樂壇流行榜頒獎典禮》(商業電台) (2011年、2013年、2015年缺席)：
- 女歌手金獎(4次：2000年、2002年、2004年、2014年)
- 我最喜愛的女歌手(8次：2002年、2005年、2006年、2007年、2009年、 2010年、2011年 (缺席)、 2012年) <2006年至今於女歌手中獲獎次數最多>
- 至尊唱片大獎(1張：2004年 電光幻影) <2004年至今於女歌手中獲獎次數最多>
- 至尊唱片大獎（連監製）(1次：2004年 電光幻影) <2004年至今於女歌手中獲獎次數最多>
- 叱咤十大歌曲（10首：1999年抬起我的頭來（第四位-女歌手之冠）；2000年少女的祈禱（第七位）；2001年姊妹（第二位-女歌手之冠）；2004年小城大事（第二位-女歌手之冠）；2005年烈女（第六位）；2008年撈月亮的人（第九位）；2009年原來過得很快樂（第六位-女歌手之冠）；2010年我係我（第十位）；2014年好不容易遇見愛（第五位）；2015年最好的債（第三位）<2000年代於女歌手中獲獎次數最多：6首>
- 女歌手大嬴家（8次：1999年(2個獎項)、2000年(2個獎項)、2002年(2個獎項)、2004年（唯一一位4個獎項）、2005年（唯一一位3個獎項）、2009年(2個獎項)、2010年（唯一一位3個獎項）、2014年 (2個獎項))

1. 榮獲「叱咤樂壇女歌手金獎」、「叱咤樂壇我最喜愛的女歌手」、「叱咤樂壇至尊唱片大獎」三大獎項次數最多的女歌手：共13次（已被容祖兒的14次取代）

2. 唯一一位於1990年代、2000年代、2010年代成為女歌手大嬴家的女歌手

3. 唯一一位於1990年代、2000年代、2010年代榮獲「叱咤十大歌曲」的女歌手

4. 唯一一位於1990年代、2000年代、2010年代榮獲「叱咤樂壇女歌手」的女歌手

5. 憑最少上榜歌曲榮獲「叱咤樂壇歌手金獎」的歌手（3首：2014年度）
- 《新城勁爆頒獎禮》(新城電台) (2011年起缺席)：
- 勁爆女歌手(7次：2002年、2003年 、2004年 、2005年 、2007年 、2008年 、2009年)
- 勁爆亞洲女歌手(3次： 2008年 、2009年、 2011年 (缺席))
- 全球勁爆歌手(5次：2005年 、2007年 、2008年 、2009年 、 2010年) <2010-2011年於女歌手中獲獎次數最多>
- 年度歌曲大獎(1首：2004年 小城大事) <2004年至今於女歌手中獲獎次數最多>
- 勁爆歌曲（11首：1999年抬起我的頭來；2000年少女的祈禱；2001年野孩子；2002年閃靈；2003年可惜我是水瓶座；2004年小城大事；2005年烈女；2007年化；2008年撈月亮的人；2009年真命天子；2010年斗零踭）

1. 唯一一位於同年兼奪「新城勁爆女歌手」、「新城勁爆亞洲歌手大獎」及「新城全球勁爆歌手」的女歌手(2次：2008-2009年度)
- 《十大中文金曲頒獎音樂會》(香港電台) (2010年起缺席)：
- 優秀流行歌手(11次：2001年、2002年 、2003年 、2004年 、2005年 、2006年 、2007年 、2008年 、2009年 、2010年 (缺席)、2011年 (缺席)) <2000年代於女歌手中獲獎次數最多：9次>、<2008-2011年於女歌手中獲獎次數最多>
- 十大中文金曲（10首：1999年抬起我的頭來；2000年少女的祈禱；2001年姊妹；2002年笑中有淚；2003年可惜我是水瓶座；2004年小城大事；2005年烈女；2007年化；2008年撈月亮的人；2009年原來過得很快樂）<2007-2009年於女歌手中獲獎次數最多>

1. 於2000年代首位以同一張唱片榮獲兩首「十大中文金曲」的女歌手（《Miriam's Music Box》：2002年度-笑中有淚、2003年度-可惜我是水瓶座）
- 《兒歌金曲頒獎典禮》(無線電視) (2010年起停辦)：
- 最受歡迎兒歌女歌手（1次：2000年）<2000年至今於女歌手中獲獎次數最多>
- 金曲金獎（1首：2000年 個個都有寶）<2000-2002年於女歌手中獲獎次數最多>
- 至NET兒歌大獎（1首：1999年 彈珠人的愛心炸彈）<1999年至今於女歌手中獲獎次數最多>
- 十大兒歌金曲（2首：1999年 彈珠人的愛心炸彈； 2001年小小夢想）
- 女歌手大嬴家（2次：1999年 (唯一一位2個獎項)、2000年（2個獎項）)

1. 唯一一位兼奪「最受歡迎兒歌女歌手」、「金曲金獎」及「至NET兒歌大獎」的女歌手
累積最多冠軍歌曲次數的女歌手：
- 《勁歌金榜》(無線電視)：2004年 (3次)
- 《903 專業推介》(商業電台)：2000年 (4次)(唯一一位)；2003年 (3次)；2004年 (5次)(唯一一位)；2005年 (3次)；2010年 (3次)

1. 2000年代累積最多同一年度903 專業推介冠軍歌曲的女歌手大碟：3首 (2004年 電光幻影 2008年 Wonder Miriam) 

2. 2000年代累積最多同一年度903 專業推介冠軍歌曲次數的女歌手大碟：4次 (2004年 電光幻影) 

3. 2000年代累積最多903 專業推介冠軍歌曲女歌手：27首(26首個人歌曲+1首合唱歌曲) 

4. 2000年代累積最多903 專業推介2周冠軍歌曲女歌手：3首(2首個人歌曲+1首合唱歌曲) 

5. 2000年代累積最多903 專業推介冠軍歌曲次數女歌手：30次

6. 2010年代累積最多同一年度903 專業推介冠軍歌曲的女歌手EP：3首 (2010年 Home) 

- 《新城勁爆本地榜》(新城電台)：2008年 (3次)；2014年 (2次)
- 《中文歌曲龍虎榜》(香港電台)：2005年 (3次)；2006年 (5次)(唯一一位)；2007年 (3次)；2012年 (2次)；2014年 (3次)(唯一一位) ；2015年 (4次)(唯一一位)

1. 2000年代累積最多同一年度《勁歌金榜》、《903 專業推介》、《新城勁爆本地榜》、《中文歌曲龍虎榜》冠軍歌曲次數的女歌手大碟：10次 (2004年 電光幻影) 

2. 2010年唯一一位由女歌手獨唱的四台《勁歌金榜》、《903 專業推介》、《新城勁爆本地榜》、《中文歌曲龍虎榜》冠軍歌曲：2010年飲酒思源

粗體表示有代表性的獎項

### 1995年
- 第十四屆新秀歌唱大賽銅獎

### 1996年
- 叱咤樂壇流行榜 - 叱咤樂壇生力軍女歌手銅獎
- 十大中文金曲頒獎音樂會 - 最有前途新人優異獎
- 新城勁爆頒獎禮 - 新城勁爆新登場女歌手
- 紐約美加華語電台 - 最佳新人銀獎
- 多倫多美加華語電台 - 至愛新晉女歌手
- 芝加哥美加華語電台 - 最佳女新人

### 1997年
- 新城勁爆流行曲季選 - 得獎歌曲〈再見二丁目〉
- 1997年勁歌金曲第三季季選 - 得獎歌曲〈再見二丁目〉
- 1997年勁歌金曲第四季季選 - 得獎歌曲〈手信〉
- 1997年度新城勁爆頒獎禮得獎名單 - 新城勁爆大躍進女歌手獎
- 1997年度十大勁歌金曲得獎名單 - 年度傑出表現獎銅獎
- IFPI金唱片大獎《私日記》
- 廣州第三季季選 - 得獎歌曲〈直覺〉
- 廣州全年總選十大歌曲〈直覺〉

### 1998年
- 1998年勁歌金曲第三季季選 - 得獎歌曲《大激想》（與陳奕迅、梁漢文合唱）
- 1998年勁歌金曲第四季季選 - 得獎歌曲《愛人》
- 1998年度叱咤樂壇流行榜頒獎典禮 - 叱咤樂壇女歌手 銅獎
- 第二十一屆十大中文金曲頒獎音樂會 - 飛躍大獎（女歌手）銀獎
- 1998年度十大勁歌金曲頒獎典禮 - 最受歡迎廣告歌曲大獎 銅獎《大激想》（與陳奕迅、梁漢文合唱）
- 1998年度十大勁歌金曲頒獎典禮 - 98年度傑出表現獎 銀獎
- 1998年度香港最佳音樂選 - 最佳歌曲版本《因為所以（畢氏定理）》

### 1999年
- 1999年度兒歌金曲頒獎典禮 - 十大兒歌金曲《彈珠人的愛心炸彈》
- 1999年度兒歌金曲頒獎典禮 - 至NET兒歌大獎《彈珠人的愛心炸彈》
- 1999年勁歌金曲第三季季選 - 得獎歌曲《抬起我的頭來》
- 1999年勁歌金曲第四季季選 - 得獎歌曲《冰點》
- 新城勁爆頒獎禮1999 - 新城勁爆歌曲《抬起我的頭來》
- 1999年度叱咤樂壇流行榜頒獎典禮 - 專業推介叱咤十大 第四位《抬起我的頭來》
- 1999年度叱咤樂壇流行榜頒獎典禮 - 叱咤樂壇女歌手 銀獎
- 第二十二屆十大中文金曲頒獎音樂會 - 十大中文金曲《抬起我的頭來》
- 第二十二屆十大中文金曲頒獎音樂會 - 飛躍大獎（女歌手）銅獎
- 1999年度十大勁歌金曲頒獎典禮 - 十大勁歌金曲獎《抬起我的頭來》
- 1999年度十大勁歌金曲頒獎典禮 - 99年度傑出表現獎 銀獎

### 2000年
- 2000年度兒歌金曲頒獎典禮 - 最受歡迎兒歌女歌手《個個都有寶》
- 2000年勁歌金曲第一季季選 - 得獎歌曲《最後的歌》
- 2000年勁歌金曲第三季季選 - 得獎歌曲《少女的祈禱》
- 新城勁爆頒獎禮2000 - 新城勁爆歌曲《少女的祈禱》
- 新城勁爆頒獎禮2000 - 新城勁爆卡拉OK歌曲《少女的祈禱》
- 2000年度四台聯頒音樂大獎 - 歌曲大獎《少女的祈禱》
- 2000年度叱咤樂壇流行榜頒獎典禮 - 專業推介叱咤十大 第七位《少女的祈禱》
- 2000年度叱咤樂壇流行榜頒獎典禮 - 叱咤樂壇女歌手 金獎
- 2000年度十大勁歌金曲頒獎典禮 - 十大勁歌金曲獎《少女的祈禱》
- 2000年度十大勁歌金曲頒獎典禮 - 十大勁歌金曲金獎《少女的祈禱》
- 第二十三屆十大中文金曲頒獎音樂會 - 十大中文金曲《少女的祈禱》
- 第二十三屆十大中文金曲頒獎音樂會 - 飛躍大獎（女歌手）銀獎

### 2001年
- 2001年度兒歌金曲頒獎典禮 - 十大兒歌金曲《小小夢想》
- 2001年勁歌金曲第一季季選 - 得獎歌曲《如果東京不快樂》
- 2001年勁歌金曲第三季季選 - 得獎歌曲《姊妹》
- 2001年勁歌金曲第四季季選 - 得獎歌曲《野孩子》
- 新城勁爆頒獎禮2001 - 新城勁爆歌曲《野孩子》
- 新城勁爆頒獎禮2001 - 新城勁爆人氣歌手
- 2001年度叱咤樂壇流行榜頒獎典禮 - 專業推介叱咤十大 第二位《姊妹》
- 2001年度十大勁歌金曲頒獎典禮 - 十大勁歌金曲獎《姊妹》
- 第二十四屆十大中文金曲頒獎音樂會 - 優秀流行歌手大獎
- 第二十四屆十大中文金曲頒獎音樂會 - 十大中文金曲《姊妹》
- IFPI香港唱片銷量大獎2001 - 十大銷量廣東唱片《Miriam》

### 2002年
- 2002年勁歌金曲第一季季選 - 得獎歌曲《楊千嬅》
- 2002年勁歌金曲第二季季選 - 得獎歌曲《閃靈》
- 2002年勁歌金曲第三季季選 - 得獎歌曲《向左走向右走》
- 2002年勁歌金曲第二季季選 - 得獎歌曲《笑中有淚》
- 新城勁爆頒獎禮2002 - 新城勁爆歌曲《閃靈》
- 新城勁爆頒獎禮2002 - 新城勁爆女歌手
- 2002年度叱咤樂壇流行榜頒獎典禮 - 叱咤樂壇女歌手 金獎
- 2002年度叱咤樂壇流行榜頒獎典禮 - 叱咤樂壇我最喜愛的女歌手
- 2002年度十大勁歌金曲頒獎典禮 - 十大勁歌金曲獎《楊千嬅》
- 2002年度十大勁歌金曲頒獎典禮 - 最受歡迎女歌星
- 第二十五屆十大中文金曲頒獎音樂會 - 優秀流行歌手大獎
- 第二十五屆十大中文金曲頒獎音樂會 - 十大中文金曲《笑中有淚》
- 加拿大至HIT中文歌曲排行榜2002年度總選 - 全國推崇十大歌曲（粵語）《閃靈》
- 加拿大至HIT中文歌曲排行榜2002年度總選 - 全國推崇女歌手第一名

### 2003年
- 2003年勁歌金曲第一季季選 - 得獎歌曲《可惜我是水瓶座》
- 2003年勁歌金曲第二季季選 - 季選最佳華語歌曲《什麼都不怕》
- 新城國語力頒獎禮2003 - 新城國語力歌曲《什麼都不怕》
- 新城國語力頒獎禮2003 - 新城國語力躍進歌手
- 2003年勁歌金曲第三季季選 - 手機網路人氣金曲《龍爭虎鬥》
- 2003年勁歌金曲第三季季選 - 季選最佳合唱歌曲《火紅火熱》（與梁漢文、何韻詩、鄭中基合唱）
- 2003年度TVB8金曲榜頒獎典禮 - TVB8金曲榜金曲獎《什麼都不怕》
- 2003年度TVB8金曲榜頒獎典禮 - TVB8金曲榜極品推介歌曲獎《揚眉》
- 第二十六屆十大中文金曲頒獎音樂會 - 優秀流行歌手大獎
- 第二十六屆十大中文金曲頒獎音樂會 - 十大中文金曲《可惜我是水瓶座》
- 2003年勁歌金曲第四季季選 - 得獎歌曲《自由行》
- 新城勁爆頒獎禮2003 - 新城勁爆歌曲《可惜我是水瓶座》
- 新城勁爆頒獎禮2003 - 新城勁爆卡啦ok歌曲《可惜我是水瓶座》
- 新城勁爆頒獎禮2003 - 新城勁爆女歌手
- 2003年度叱咤樂壇流行榜頒獎典禮 - 叱咤樂壇女歌手 銀獎
- 2003年度十大勁歌金曲頒獎典禮 - 十大勁歌金曲獎《可惜我是水瓶座》
- 2003年度十大勁歌金曲頒獎典禮 - 最受歡迎國語歌曲獎 銀獎《什麼都不怕》
- Cool Music Forum會員共和榜 2003年度共和十大 第十位 《可惜我是水瓶座》
- Cool Music Forum會員共和榜 2003年度共和女歌手 銀獎

### 2004年
- 2004勁歌金曲優秀選第一回 - 得獎歌曲《小星星》
- 2004勁歌金曲優秀選第二回 - 得獎歌曲《小城大事》
- 新城勁爆頒獎禮2004 - 新城勁爆歌曲《小城大事》
- 新城勁爆頒獎禮2004 - 新城勁爆年度歌曲《小城大事》
- 新城勁爆頒獎禮2004 - 新城勁爆女歌手
- 2004年度四台聯頒音樂大獎 - 歌曲獎《小城大事》
- 2004年度叱咤樂壇流行榜頒獎典禮 - 專業推介叱咤十大 第二位《小城大事》
- 2004年度叱咤樂壇流行榜頒獎典禮 - 叱咤樂壇至尊唱片大獎《電光幻影》
- 2004年度叱咤樂壇流行榜頒獎典禮 - 叱咤樂壇女歌手 金獎
- 第二十七屆十大中文金曲頒獎音樂會 - 優秀流行歌手大獎
- 第二十七屆十大中文金曲頒獎音樂會 - 十大中文金曲《小城大事》
- 2004年度十大勁歌金曲頒獎典禮 - 十大勁歌金曲獎《小城大事》
- 2004年度十大勁歌金曲頒獎典禮 - 十大勁歌金曲金獎《小城大事》
- 2004年度四台聯頒音樂大獎 - 大碟獎《電光幻影》
- 第四屆全球華語歌曲排行榜 - 年度二十大金曲《處處吻》
- 加拿大至HIT中文歌曲排行榜2004年度總選 - 全國推崇十大歌曲（粵語）《小城大事》
- 加拿大至HIT中文歌曲排行榜2004年度總選 - 全國推崇女歌手
- 〈音樂先鋒榜〉2004年度頒獎典禮 - 港台十大先鋒金曲《處處吻》
- 〈音樂先鋒榜〉2004年度頒獎典禮 - 年度歌曲《處處吻》
- 〈音樂先鋒榜〉2004年度頒獎典禮 - 全能歌手
- 第二屆東南音樂榜頒獎典禮 - 港台地區十大金曲《處處吻》
- 第二屆東南音樂榜頒獎典禮 - 香港地區最受歡迎女歌手獎
- 第二屆東南音樂榜頒獎典禮 - 香港地區勁爆最旺人氣女歌手
- PM第三屆樂壇頒獎典禮 - PM最受歡迎卡拉OK金曲《小城大事》
- PM第三屆樂壇頒獎典禮 - PM最全面女歌手大獎
- Cool Music Forum會員共和榜 2004年度共和十大 至尊歌 《小城大事》
- Cool Music Forum會員共和榜 2004年度共和女歌手 銀獎
- Cool Music Forum會員共和榜 2004年度共和聯頒大獎 專輯獎 《電光幻影》
- Cool Music Forum會員共和榜 2004年度共和聯頒大獎 歌曲獎 《小城大事》

### 2005年
- 2005勁歌金曲優秀選第一回 - 得獎歌曲《長信不如短訊》
- 2005勁歌金曲優秀選第二回 - 得獎歌曲《烈女》
- 2005勁歌金曲優秀選第三回 - 得獎歌曲《郎來了》
- 2005年度TVB8金曲榜頒獎典禮 - TVB8金曲榜金曲獎《大城大事》
- 新城勁爆頒獎禮2005 - 新城勁爆歌曲《烈女》
- 新城勁爆頒獎禮2005 - 新城勁爆卡拉OK歌曲《烈女》
- 新城勁爆頒獎禮2005 - 新城勁爆女歌手
- 新城勁爆頒獎禮2005 - 新城全球勁爆歌手
- 2005年度叱咤樂壇流行榜頒獎典禮 - 專業推介叱咤十大 第六位《烈女》
- 2005年度叱咤樂壇流行榜頒獎典禮 - 叱咤樂壇女歌手 銅獎
- 2005年度叱咤樂壇流行榜頒獎典禮 - 叱咤樂壇我最喜愛的女歌手
- 2005年度十大勁歌金曲頒獎典禮 - 十大勁歌金曲獎《烈女》
- 第二十八屆十大中文金曲頒獎音樂會 - 優秀流行歌手大獎
- 第二十八屆十大中文金曲頒獎音樂會 - 十大中文金曲《烈女》
- 第五屆华语音乐传媒大奖 - 我最喜爱的歌曲 《小城大事》
- 第二屆中國歌曲排行榜海外頒獎典禮 - 香港區最受歡迎女歌手獎
- 2005年度中國原創音樂流行榜總選頒獎禮 - 得獎歌曲〈烈女〉
- 第七屆CCTV-MTV音樂盛典 - 香港地區年度最佳女歌手
- Yahoo搜尋 - 人氣本地女歌手獎
- Yahoo搜尋 - 人氣歌曲〈烈女〉
- RoadShow至尊音樂頒獎禮 - 至尊歌曲〈烈女〉
- RoadShow至尊音樂頒獎禮 - 至尊女歌手
- SINA MUSIC 樂壇民意指數頒獎禮 2005 - 我最喜愛女歌手（香港）
- 第三屆東南勁爆音樂頒獎典禮 - 香港地區十大金曲〈長信不如短訊〉
- 第三屆東南勁爆音樂頒獎典禮 - 香港地區最佳專輯《Single》
- 第三屆東南勁爆音樂頒獎典禮 - 香港地區最受歡迎女歌手
- 第二屆勁歌王頒獎禮 - 十大歌曲〈小城大事〉
- 番禺亞太音樂榜 - 港台地區年度最受歡迎女歌手獎
- 廣州市委 - 廣州青年「我最喜愛歌曲」 - 第三位〈烈女〉
- Cool Music Forum會員共和榜 2005年度共和十大 第三位 《烈女》
- Cool Music Forum會員共和榜 2005年度共和十大 第四位 《郎來了》
- Cool Music Forum會員共和榜 2005年度共和女歌手 銅獎

### 2006年
- 2006勁歌金曲優秀選第二回 - 得獎歌曲《滾》（與梁漢文合唱）
- 2006勁歌金曲優秀選第三回 - 得獎歌曲《大傻》
- 演藝家年獎2006 - 我最喜愛女歌手銀獎
- 新城勁爆頒獎禮2006 - 新城勁爆合唱歌曲《滾》（與梁漢文合唱）
- 2006年度叱咤樂壇流行榜頒獎典禮 - 叱咤樂壇我最喜愛的女歌手
- 第二十九屆十大中文金曲頒獎音樂會 - 優秀流行歌手大獎
- SINA Music樂壇民意指數頒獎禮2006 - 最高收聽率歌曲 第二位《大傻》
- SINA Music樂壇民意指數頒獎禮2006 - 我最喜愛女歌手（香港）
- 2006年度香港最佳音樂選 - 最佳專輯監製及製作《Unlimited》
- 加拿大至HIT中文歌曲排行榜2006年度總選 - 全國推崇十大歌曲（粵語）《滾》（與梁漢文合唱）

### 2007年
- 2007勁歌金曲優秀選第二回 - 得獎歌曲《化》
- 2007勁歌金曲優秀選第三回 - 得獎歌曲《陌路》
- 新城勁爆頒獎禮2007 - 新城勁爆歌曲《化》
- 新城勁爆頒獎禮2007 - 新城勁爆女歌手
- 新城勁爆頒獎禮2007 - 新城全球勁爆歌手
- 2007年度叱咤樂壇流行榜頒獎典禮 - 叱咤樂壇我最喜愛的女歌手
- 2007年度十大勁歌金曲頒獎典禮 - 十大勁歌金曲獎《化》
- 第三十屆十大中文金曲頒獎音樂會 - 優秀流行歌手大獎
- 第三十屆十大中文金曲頒獎音樂會 - 十大中文金曲《化》
- 第七届华语音乐传媒大奖 - 我最喜爱的女歌手
- 第七届华语音乐传媒大奖 - 年度传媒大奖
- 加拿大至HIT中文歌曲排行榜2007年度總選 - 全國推崇十大歌曲（粵語）《化》
- SINA Music樂壇民意指數頒獎禮2007 - SINA Music全年最高收聽率《All About Love》
- SINA Music樂壇民意指數頒獎禮2007 - 我最喜愛女歌手（香港）
- YAHOO!搜尋人氣大獎2007 - 人氣歌曲《化》
- YAHOO!搜尋人氣大獎2007 - Yahoo!Music最受歡迎女歌手
- YAHOO!搜尋人氣大獎2007 - 本地女演員
- RoadShow至尊音樂頒獎禮2007 - RoadShow至尊歌曲《化》
- RoadShow至尊音樂頒獎禮2007 - RoadShow至尊女歌手
- RoadShow至尊音樂頒獎禮2007 - RoadShow至尊歌曲累積票數最高女歌手
- Cool Music Forum會員共和榜 2007年度共和十大 第十位 《化》
- Cool Music Forum會員共和榜 2007年度共和女歌手 金獎
- 勁歌王年度頒獎典禮 - 十大粵語金曲《化》
- 勁歌王年度頒獎典禮 - 最受歡迎女歌手（香港）
- 勁歌王年度頒獎典禮 - 傳媒大獎
- 雪碧榜年度總頒獎禮 - 港臺金曲獎《人情世故》
- 雪碧榜年度總頒獎禮 - DJ最喜愛港臺地區國語歌曲大獎《人情世故》
- 雪碧榜年度總頒獎禮 - 香港地區優秀專輯獎《Meridian》
- 雪碧榜年度總頒獎禮 - 亞太地區最受歡迎女歌手
- 香港網絡流行歌曲頒獎禮 - 網上最受歡迎女歌手 金獎
- YES! Magazine - 2007唱K點爆女Idol

### 2008年
- 2008勁歌金曲優秀選第二回 - 得獎歌曲《明日再會》
- 2008勁歌金曲優秀選第三回 - 得獎歌曲《撈月亮的人》
- 新城勁爆頒獎禮2008 - 新城勁爆歌曲《撈月亮的人》
- 新城勁爆頒獎禮2008 - 新城勁爆女歌手
- 新城勁爆頒獎禮2008 - 新城勁爆亞洲歌手大獎
- 新城勁爆頒獎禮2008 - 新城全球勁爆歌手
- 2008年度叱咤樂壇流行榜頒獎典禮 - 專業推介叱咤十大 第九位《撈月亮的人》
- 2008年度十大勁歌金曲頒獎典禮 - 十大勁歌金曲獎《撈月亮的人》
- 2008年度十大勁歌金曲頒獎典禮 - 最受歡迎女歌星
- 第三十一屆十大中文金曲頒獎音樂會 - 優秀流行歌手大獎
- 第三十一屆十大中文金曲頒獎音樂會 - 十大中文金曲《撈月亮的人》
- 第5屆「勁歌王」全球華人樂壇音樂盛典 - 最佳女歌手（香港區）
- 第5屆「勁歌王」全球華人樂壇音樂盛典 - 粵語金曲獎《All About Love》
- 〈音樂先鋒榜〉2008年度頒獎典禮 - 港台最佳先鋒歌曲大獎（港台）《明日再會》
- 〈音樂先鋒榜〉2008年度頒獎典禮 - 17家電台聯頒全能藝人先鋒歌手獎
- YAHOO!搜尋人氣大獎2008 - 人氣歌曲《撈月亮的人》
- YAHOO!搜尋人氣大獎2008 - Yahoo!Music最受歡迎女歌手
- SINA Music樂壇民意指數頒獎禮2008 - SINA Music最高收聽率二十大歌曲《撈月亮的人》
- Cool Music Forum會員共和榜 2008年度共和十大 第十位 《大慈善家》
- Cool Music Forum會員共和榜 2008年度共和女歌手 銅獎

### 2009年
- 2009勁歌金曲優秀選第二回 - 得獎歌曲《真命天子》
- 2009勁歌金曲優秀選第三回 - 得獎歌曲《原來過得很快樂》
- 新城勁爆頒獎禮2009 - 新城勁爆歌曲《真命天子》
- 新城勁爆頒獎禮2009 - 新城勁爆女歌手
- 新城勁爆頒獎禮2009 - 新城勁爆亞洲歌手大獎
- 新城勁爆頒獎禮2009 - 新城全球勁爆歌手
- 2009年度叱咤樂壇流行榜頒獎典禮 - 專業推介叱咤十大 第六位《原來過得很快樂》
- 2009年度叱咤樂壇流行榜頒獎典禮 - 叱咤樂壇我最喜愛的女歌手
- 2009年度十大勁歌金曲頒獎典禮 - 十大勁歌金曲獎《原來過得很快樂》
- 2009年度十大勁歌金曲頒獎典禮 - 最受歡迎女歌星
- 第三十二屆十大中文金曲頒獎音樂會 - 優秀流行歌手大獎
- 第三十二屆十大中文金曲頒獎音樂會 - 十大中文金曲《原來過得很快樂》

### 2010年
- 2010勁歌金曲優秀選第二回 - 得獎歌曲《飲酒思源》
- 新城勁爆頒獎禮2010 - 新城勁爆歌曲《斗零踭》
- 新城勁爆頒獎禮2010 - 新城勁爆我最欣赏女歌手
- 新城勁爆頒獎禮2010 - 新城全球勁爆歌手
- 新城勁爆頒獎禮2010 - 新城勁爆千嬅盛放15周年大賞
- 2010年度叱咤樂壇流行榜頒獎典禮 - 專業推介叱咤十大 第十位《我係我》
- 2010年度叱咤樂壇流行榜頒獎典禮 - 叱咤樂壇女歌手 銅獎
- 2010年度叱咤樂壇流行榜頒獎典禮 - 叱咤樂壇我最喜愛的女歌手
- 第三十三屆十大中文金曲頒獎音樂會 - 優秀流行歌手大獎
- 2010年度十大勁歌金曲頒獎典禮 - 十大勁歌金曲獎《斗零踭》
- 2010年度十大勁歌金曲頒獎典禮 - 最受歡迎合唱歌曲獎 金獎《初見》（與林峯合唱）
- 2010年度十大勁歌金曲頒獎典禮 - 亞太區最受歡迎香港女歌星
- 第十四届全球華語榜中榜 - 最佳女歌手（港台）
- 2010雪碧中國原創音樂流行榜頒獎盛典 - 香港地區最受歡迎女歌手
- 2010雪碧中國原創音樂流行榜頒獎盛典 - 傳媒推薦大獎
- 2010雪碧中國原創音樂流行榜頒獎盛典 - 最佳舞台演繹獎
- 2010雪碧中國原創音樂流行榜頒獎盛典 - 年度金曲獎
- IFPI香港唱片銷量大獎2010 - 最暢銷本地現場錄製音像出品《Ladies & Gentlemen》
- IFPI香港唱片銷量大獎2010 - 十大銷量本地歌手
- 第三屆TVB Weekly最強人氣品牌大獎 - 最強人氣廣告天后
- 2010新浪網絡盛典 - 年度女歌手大獎
- Cool Music Forum會員共和榜 2010年度共和十大 第六位 《飲酒思源》
- Cool Music Forum會員共和榜 2010年度共和十大 第七位 《斗零踭》
- Cool Music Forum會員共和榜 2010年度共和女歌手 金獎

### 2011年
- 新城勁爆頒獎禮2011 - 新城勁爆亞洲歌手大獎
- 2011年度叱咤樂壇流行榜頒獎典禮 - 叱咤樂壇我最喜愛的女歌手
- 第三十四屆十大中文金曲頒獎音樂會 - 優秀流行歌手大獎
- IFPI香港唱片銷量大獎2011 - 最暢銷本地現場錄製音像出品《Ladies & Gentlemen 楊千嬅世界巡迴演唱會2010．香港站Live》
- IFPI香港唱片銷量大獎2011 - 十大銷量本地歌手
- SINA Music樂壇民意指數頒獎禮2011 - 我最喜愛全國女歌手

### 2012年
- 2012年度叱咤樂壇流行榜頒獎典禮 - 叱咤樂壇我最喜愛的女歌手
- IFPI香港唱片銷量大獎2012 - 十大銷量廣東唱片《火鳥》
- IFPI香港唱片銷量大獎2012 - 十大銷量本地現場錄製音像出品《Minor Classics Live》
- IFPI香港唱片銷量大獎2012 - 最暢銷音樂, 電影電視原聲及精選唱片《春嬌與志明》
- IFPI香港唱片銷量大獎2012 - 十大銷量本地歌手
- Yahoo!搜尋人氣大獎2012 - 十年人氣大獎
- 华语音乐传媒大奖 - 第一季十大唱片 第一位 楊千嬅《火鳥》

### 2014年
- 2014年度叱咤樂壇流行榜頒獎典禮 - 專業推介叱咤十大 第五位《好不容易遇見愛》
- 2014年度叱咤樂壇流行榜頒獎典禮 - 叱咤樂壇女歌手 金獎
- IFPI香港唱片銷量大獎2014 - 十大銷量國語唱片《色惑》
- 新城國語力頒獎禮2014 - 新城國語力亞洲歌手
- 新城國語力頒獎禮2014 - 新城國語力突破舞台大獎《色惑》
- Cool Music Forum會員共和榜 2014年度共和十大 第四位 《好不容易遇見愛》
- Cool Music Forum會員共和榜 2014年度共和十大 第九位 《來生舞》
- Cool Music Forum會員共和榜 2014年度共和我最喜愛歌曲大獎 《好不容易遇見愛》

### 2015年
- 2015年度叱咤樂壇流行榜頒獎典禮 - 專業推介叱咤十大 第三位《最好的債》
- IFPI香港唱片銷量大獎2015 - 十大銷量本地歌手
- IFPI香港唱片銷量大獎2015 - 十大銷量廣東唱片《如果大家都擁有海》
- IFPI香港唱片銷量大獎2015 - 最暢銷本地現場錄製音像出品《Let's Begin Concert 2015世界巡迴演唱會》
- Cool Music Forum會員共和榜 2015年度共和十大 第二位 《最好的債》
- Cool Music Forum會員共和榜 2015年度共和女歌手 金獎
- Cool Music Forum會員共和榜 2015年度共和唱片 銅獎 《如果大家都擁有海》
- Cool Music Forum會員共和榜 2015年度共和聯頒大獎 歌曲獎 《最好的債》
- Cool Music Forum會員共和榜 2015年度共和我最喜愛歌曲大獎 《最好的債》

### 2017年
- Cool Music Forum會員共和榜 2017年度我最喜愛的歌曲第二季季選 第五位《余春嬌》
- 香港樂評選 六十大「香港流行女聲專輯」19th 《冬天的故事》
- 香港樂評選 六十大「香港流行女聲專輯」37th 《Single》
- 香港樂評選 六十大「香港流行女聲專輯」43rd 《電光幻影》

### 2018年
- 第四十一屆十大中文金曲 - 最佳中文唱片獎（女歌手）《三二一GO LIVE》
- 2018年度勁歌金曲頒獎典禮 - 最佳合唱歌曲金獎《背後女人》（與周柏豪合唱）
- 第五屆粵語歌曲排行榜頒獎典禮 - 最受歡迎歌曲《Wonder Woman》
- 第五屆粵語歌曲排行榜頒獎典禮 - 至尊專輯《One on One》
- 第五屆粵語歌曲排行榜頒獎典禮 - 至尊女歌手
- 第五屆粵語歌曲排行榜頒獎典禮 - 最受歡迎演藝全才藝人
- 觀眾在民間電視大獎2018 - 民選最佳電視歌曲《無雙》（三個女人一個因）
- 第十一屆TVB Weekly最強人氣品牌大獎 - 最強人氣廣告天后
- 論盡音樂 論盡年結2018 年度歌曲 第八位 《一二三，三二一》
- 講音樂。- 二零一八 我喜愛的。#2 《一二三，三二一》

### 2019年
- 第一届KKBOX香港風雲榜頒獎典禮 - 十大風雲歌手
- 第二十三届全球華語榜中榜 - 最佳女歌手（港台）
- 第二十三届全球華語榜中榜 - 最佳演出现场

## 影視獎項

### 主要提名及獲獎
主要影壇頒獎禮重要獎項：
- 《香港電影金像獎》最佳女主角(香港電影金像獎協會)：
  - 獲獎(1次：2013年第32屆香港電影金像獎 《春嬌與志明》 余春嬌)
  - 提名(3次：2011年第30屆香港電影金像獎 《志明與春嬌》 余春嬌；2013年第32屆香港電影金像獎 《春嬌與志明》 余春嬌；2016年第35屆香港電影金像獎 《五個小孩的校長》 呂慧紅)

- 《香港電影評論學會大獎》最佳女演員(香港電影評論學會)：
  - 獲獎(1次：2010年度第17屆香港電影評論學會大獎 《抱抱俏佳人》 孫洛昕)
  - 提名(4次：2007年度第14屆香港電影評論學會大獎 《每當變幻時》 阿妙；2010年度第17屆香港電影評論學會大獎 《志明與春嬌》 余春嬌；2010年度第17屆香港電影評論學會大獎 《抱抱俏佳人》 孫洛昕；2015年度第22屆香港電影評論學會大獎 《五個小孩的校長》 呂慧紅)

- 《金馬獎》最佳女主角(中華民國電影事業發展基金會、台北金馬影展執行委員會)：
  - 提名(1次：2005年第42屆金馬獎 《千杯不醉》 馮小敏)

- 《香港電影金紫荊獎》最佳女主角(香港影評人協會)(2008年起停辦)：
  - 提名(1次：2004年第9屆香港電影金紫荊獎 《地下鐵》 張海約)

### 提名及獲獎紀錄
| 年份   | 頒獎典禮                             | 獎項                                       | 作品                                             | 角色           | 結果     |
| ------ | ------------------------------------ | ------------------------------------------ | ------------------------------------------------ | -------------- | -------- |
| 2001   | 萬千星輝賀台慶2001                   | 本年度我最喜愛的拍檔(戲劇組) 楊千嬅、林 峯 | 美味情緣                                         | 周寶甜、江上遊 | 提名     |
| 2002   | 第3屆意大利烏甸尼影展                | 最受觀眾歡迎大獎                           | 《新紮師妹》                                     | 方麗娟         | 獲獎     |
| 2004   | 第9屆香港電影金紫荊獎                | 最佳女主角                                 | 《地下鐵》                                       | 張海約         | 提名     |
| 2004   | 第4屆華語電影傳媒大獎                | 港台最受欢迎女演员                         | 《地下鐵》、《行運超人》、 《新紮師妹2美麗任務》 | 不適用         | 提名     |
| 2005   | 第42屆金馬獎                         | 最佳女主角                                 | 《千杯不醉》                                     | 馮小敏         | 提名     |
| 2007   | 第4屆南方盛典頒獎典禮                | 最佳女主角                                 | 《武十郎》                                       | 武十郎         | 獲獎     |
| 2007   | 第4屆南方盛典頒獎典禮                | 最具人氣女演員                             | 《武十郎》                                       | 武十郎         | 獲獎     |
| 2007   | 第14屆香港電影評論學會大獎           | 最佳女演員                                 | 《每當變幻時》                                   | 阿妙           | 提名     |
| 2011   | 第17屆香港電影評論學會大獎           | 最佳女演員                                 | 《抱抱俏佳人》                                   | 孫洛昕         | 獲獎     |
| 2011   | 第17屆香港電影評論學會大獎           | 最佳女演員                                 | 《志明與春嬌》                                   | 余春嬌         | 提名     |
| 2011   | 23週年香港專業電影攝影師學會週年晚宴 | 最具魅力女演員                             | 《志明與春嬌》                                   | 余春嬌         | 獲獎     |
| 2011   | 第11屆華語電影傳媒大獎               | 觀眾票選最曯目女演員                       | 《志明與春嬌》                                   | 余春嬌         | 獲獎     |
| 2011   | 第30屆香港電影金像獎                 | 最佳女主角                                 | 《志明與春嬌》                                   | 余春嬌         | 提名     |
| 2013   | 第32屆香港電影金像獎                 | 最佳女主角                                 | 《春嬌與志明》                                   | 余春嬌         | 獲獎     |
| 2013   | 第9屆華鼎獎                          | 中國最佳女主角獎                           | 《春嬌與志明》                                   | 余春嬌         | 提名     |
| 2013   | 第4屆樂視影視盛典                    | 年度電影最佳女演員                         | 《春嬌與志明》                                   | 余春嬌         | 獲獎     |
| 2016   | 第22屆香港電影評論學會大獎           | 最佳女演員                                 | 《五個小孩的校長》                               | 呂慧紅         | 提名     |
| 2016   | 第35屆香港電影金像獎                 | 最佳女主角                                 | 《五個小孩的校長》                               | 呂慧紅         | 提名     |
| 2016   | MOKO第二屆全民投選電影金影獎頒獎禮   | 2015年我最喜愛香港電影女主角               | 《五個小孩的校長》                               | 呂慧紅         | 獲獎     |
| 2019年 | 萬千星輝頒獎典禮2019                 | 最佳女主角                                 | 《多功能老婆》                                   | 藍飛           | 最後五強 |
| 2019年 | 萬千星輝頒獎典禮2019                 | 最受歡迎電視女角色                         | 《多功能老婆》                                   | 藍飛           | 獲獎     |
| 2020   | 第3屆最港電影大獎                    | 最港女演員                                 | 《麥路人》                                       | 秋紅           | 提名     |

### 其他電影榮譽
- 2002年：憑《新紮師妹》榮獲烏迪内斯第四屆遠東電影節 - 最受歡迎電影
- 2004年：Yahoo!搜尋人氣大獎頒獎典禮 - 電影女演員
- 2006年：《Fashion & Beauty Magazine》 - 我最喜愛女影星
- 2006年：演藝家年獎 2006 - 我最喜愛女影星 金獎
- 2007年：Yahoo!搜尋人氣大獎頒獎典禮 - 本地女演員
- 2009年：《見證十年．娛樂大典》 - 最受歡迎電影演員
- 2012年：Yahoo!搜尋人氣大獎頒獎典禮 - 人氣本地女演員
- 2013年：第四屆《紐約中國電影節》 - 傑出藝人獎
- 2015年：香港薩蘭托國際電影節「Salento Cinema Actor Award」
- 2016年：紐約亞洲電影節 - 亞洲之星大獎